# Chharra Rafatpur
Chharra Rafatpur – miasto w północnych Indiach w stanie Uttar Pradesh, na Nizinie Hindustańskiej.
Populacja miasta w 2001 roku wynosiła 20 826 mieszkańców.